# Vittorio Frigerio
Vittorio Vinicio Giuseppe Frigerio (Mendrisio, 28 giugno 1958) è un francesista, artista e gallerista italiano naturalizzato svizzero e poi canadese, specialista della letteratura francese dell'Ottocento, in particolare di Alexandre Dumas padre e della letteratura anarchica e popolare.

## Biografia

### Famiglia
Figlio secondogenito di Ugo Agostino Frigerio (Salorino, 1921 – Chiasso, 2010) e di Anna Corrédig(Clenia, 1919 - Chiasso, 2008), abiatico di Beniamino Attilio Frigerio (Breccia, 1890 - Viganello, 1956, emigrato in Svizzera nel 1905),  cittadino italiano di nascita, naturalizzato svizzero  e originario di Mendrisio, è nato a Mendrisio e cresciuto a Chiasso ed è sposato con Carolyn Baxter, canadese, dalla quale nel 1989 ha avuto un figlio, Marco. È il fratello minore di Fabrizio Frigerio.

### Formazione
Diplomato nel 1982 della Scuola Superiore d'Arte visiva di Ginevra, dove ha partecipato a numerose esposizioni  e ha fondato una galleria d'arte contemporanea, prima di stabilirsi a Toronto nel 1983 e di diventare cittadino canadese nel 1986. Ha fatto degli studi di traduzione a Glendon (la facoltà bilingue della York University), dove nel 1990 ha ottenuto un B. A., e all'Università di Toronto dove nel 1991 ha ottenuto un M. A. e nel 1996 un dottorato (Ph.D.) in letteratura francese (su Alexandre Dumas padre).

### Attività
Condirettore con Corine Renevey del Centre de documentation et de recherches sur les littératures romandes a Toronto dal 1994 al 1998, è professore nel Dipartimento di francese della Dalhousie University a Halifax, in Nuova Scozia, di cui è stato il direttore da luglio 2008 a giugno 2013. Nel 2019 è andato in pensione e a partire dal primo gennaio 2020 è professore emerito.
Come scrittore, è l'autore di romanzi, racconti e saggi in francese, italiano e inglese.
È direttore di Belphégor, rivista on-line di letterature popolari e cultura mediatica e fino al 2021 redattore responsabile della rivista Dalhousie French Studies (“Editor” e “Book Review Editor”  dal 2003 al 2011 e di nuovo dal 2016 ),
e membro del comitato di redazione delle riviste seguenti:
- Cahiers Alexandre Dumas[17]
- Études francophones[18]
- European Comic Art[19]
- Revista Bordas[20].
- Paradoxa[21]

come pure membro del comitato di lettura della rivista Comicalités, delle Presses Universitaires de Valenciennes e di Quodlibet.
Da febbraio a maggio 2011 ha diretto con Jean-Jacques Defert un programma culturale su radio CKRH 98,5 fm intitolato “Dessine-moi un mouton”.
Il 25 maggio 2015  ha tenuto una conferenza su « Han Ryner, romancier et philosophe littéraire », organizzata dal
gruppo ginevrino della Société romande de philosophie, all'università di Ginevra.
Il 26 aprile 2016  ha tenuto una conferenza su « 'Loufetingues intermittents' et dilettantes pessimistes : littérature et anarchie », all'università di Valenciennes.
Il 25 gennaio 2018  ha tenuto una conferenza su « Esthètes, romanciers, nouvellistes et révolutionnaires.
Théorie et pratique littéraires dans les milieux anarchistes individualistes du début du vingtième siècle en France », al Dipartimento di lingue e letterature francesi e romanze dell'università di Liegi.
Il 20 marzo 2018, in occasione della Giornata internazionale della francofonia, ha tenuto una conferenza all’Université Dalhousie sul tema « Un écosystème culturel original: la littérature anarchiste de l’entre-deux-guerres.». 
Il 3 giugno 2018 ha partecipato all'emissione radiofonica À la recherche de la liberté dans la littérature francophone, nel quadro del programma culturale Quatrième de couverture.
Il 25 maggio 2019 ha partecipato all'ultima emissione radiofonica del programma culturale Quatrième de couverture.
Il 22 ottobre 2020, in occasione della ventesima edizione della Settimana della lingua italiana nel mondo su "Italian Between Word and Image: Graffiti, Illustrations, Comic Books" (dal 19 al 25 Ottobre), ha tenuto una videoconferenza intitolata The Many Lives of “Fumetto”: The Richness and Variety of Italian Comics, all'Istituto Italiano di Cultura di Toronto.

## Opere
- (FR)   J.-H. Rosny, Le Bilatéral. Moeurs révolutionnaires parisiennes, Classiques Garnier, coll. "Littératures populaires", Paris, 2024, 481 p., Vittorio Frigerio éd.[36][37].
- (FR)  Nous nous reverrons aux barricades. Les feuilletons des journaux de Proudhon (1848-1850), Université Grenoble Alpes éd., Saint-Martin-d'Hères, 2021, 230 p. ISBN 9782377472321[38][39][40][41][42][43][44].
- (FR)  On n'arrête pas le progrès et autres vérités discutables, Presses universitaires de Liège, Liegi, 2019 ISBN 9782875622037 (saggio critico) [45][46]
- (FR)  Bande dessinée et littérature: intersections, fascinations, divergences, Macerata, Quodlibet, 2018 ISBN  9788822902573 (saggio critico)[47][48]
- (FR)  Révolution!, Sudbury (Ontario), 2017 EAN 9782897440633 (racconti)[49][50][51]
- Ricordi altrui, Cuneo, 2016 ISBN 9788898007448 (racconti)[52]
- (FR)  La Littérature de l'anarchisme. Anarchistes de lettres et lettrés face à l'anarchisme, Grenoble, 2014 ISBN 9782843102714 (saggio critico)[53]
- (FR)  Nouvelles anarchistes : la création littéraire dans la presse militante (1890-1946), Grenoble, 2012 ISBN 978-2-84310-216-5 (saggio critico)[54]
- (FR)  Dumas l'irrégulier, Limoges, 2011 ISBN 978-2-84287-546-6 (saggio critico)[55]
- (FR)  La cathédrale sur l'océan, Sudbury (Ontario), 2009 ISBN 978-2-89423-232-3 (romanzo)[56]
- (FR)  Émile Zola au pays de l'Anarchie, Grenoble, 2006 ISBN 2-84310-085-2 (saggio critico)[57]
- (FR)  Naufragé en terre ferme, Sudbury (Ontario), 2005 ISBN 2-89423-165-2 (romanzo)[58]
- (FR)  Les Fils de Monte-Cristo : idéologie du héros de roman populaire, Limoges, 2003 ISBN 2-84287-250-9 (saggio critico)[59]
- (FR)  Dans le palais des glaces de la littérature romande, Amsterdam, 2002 ISBN 90-420-0923-3 [Con Corine Renevey, editori] (saggio critico)(FR)  leggere online[60].
- Sviamenti dell'ingegno, Josef Weiss ed., Mendrisio, 2001 (racconti)[61]
- (FR)  La Dernière Ligne droite, Toronto, 1997 ISBN 0-921916-51-5 (romanzo)[62]
- (FR)  Au bout de la rue, Hull (Québec), 1995 ISBN 2-921603-13-6 (racconti)[63]

## Premi
- 2013 Premio della rivista University Affairs/Affaires universitaires per il suo racconto (FR)  La relève[64].
- 2010 Premio dei lettori di Radio Canada, finalista con il suo romanzo La cathédrale sur l'océan[65].
- 1998 Premio del Salone del libro di Toronto, menzione speciale per il suo romanzo La dernière Ligne droite[66].
- 1992 Premio della città di La Chaux-de-Fonds e della rivista [vwa] per il suo racconto « X dans le ciel[67].